# Agathosma clavisepala
Agathosma clavisepala är en vinruteväxtart som beskrevs av Robert Allen Dyer. Agathosma clavisepala ingår i släktet Agathosma och familjen vinruteväxter. Inga underarter finns listade i Catalogue of Life.